# Benito Archundia
Benito Armando Archundia Téllez (Tlalnepantla de Baz, 21 de março de 1966) é um ex-árbitro de futebol e advogado mexicano.
É integrante do quadro de árbitros da FIFA desde 1 de janeiro de 1993. Sua primeira partida internacional foi entre Estados Unidos e Grécia. Participou dos Jogos Olímpicos de Atlanta, em 1996 e apitou a partida da vitória de 1x0 do Japão sobre o Brasil na primeira fase.
Apitou a final do Campeonato Mundial de Clubes de 2005, entre Liverpool e São Paulo Futebol Clube e do Campeonato Mundial de Clubes de 2009, entre Barcelona e Estudiantes.

## Copa do Mundo
Na Copa do Mundo FIFA 2006 arbitrou cinco jogos: Brasil 1x0 Croácia - 1ª. fase, França 1x1 Coréia do Sul - 1ª. fase, República Tcheca 0x2 Itália - 1ª. fase, Suíça 0x0 Ucrânia - oitavas de final e Alemanha 0x2 Itália - semifinal.
Foi novamente selecionado para participar da Copa do Mundo FIFA 2010, juntamente com os assistentes o compatriota Martin Torrentera e Hector Vergara do Canadá.